# Martin Schwab (Erziehungswissenschaftler)
Martin Schwab (* 30. Juli 1923 in Antonsthal; † 11. Oktober 2001) war ein deutscher Erziehungswissenschaftler und Hochschullehrer.

## Leben und Wirken
Nach seiner 1942 erfolgten Reifeprüfung in Schwarzenberg 1942 und dem bis 1945 geleiteten Kriegsdienst studierte Martin Schwab Pädagogik, Geschichte und Germanistik an der Pädagogischen Hochschule Kiel und absolvierte 1948 die erste Prüfung für das Lehramt an Volksschulen. Von 1948 bis 1966 war er an verschiedenen Schulen als Lehrer tätig, zumeist in Bad Oldesloe. Von 1965 bis 1966 arbeitete er als wissenschaftlicher Assistent an der Universität Hamburg und promovierte dort 1966. Bis 1969 hatte er einen Lehrauftrag an der Pädagogischen Hochschule Kiel inne, bis 1972 war er dort Professor für Pädagogik. Von 1972 bis 1988 war Schwab dann Professor für Pädagogik an der Christian-Albrechts-Universität zu Kiel.
In seinen Veröffentlichungen widmete sich Schwab der Didaktik (insbesondere in der Grundschule), aber auch mit der Geschichte der Pädagogik.

## Schriften
- Lorenz von Steins bildungspolitische Konzeption. Unter besonderer Berücksichtigung seiner Lehre von der Volksschule (= Wegweiser für die Lehrerfortbildung, Bd. 57). Hirt, Kiel 1968 (= Dissertation Universität Hamburg 1966).
- Friedrich Copei und die "Volkstümliche Bildung". In: Günter Borowski (Hrsg.): Erziehung und Unterricht im Wandel der Zeit. Beiträge zur Schulreform der Gegenwart. Hans Netzer zum 70. Geburtstag am 2. Juni 1969. Klinkhardt, Bad Heilbrunn 1969, S. 67–78.
- (Bearb.): Schul- und Unterrichtsversuche. Verlag Die Spur, Berlin 1973, ISBN 3-87126-137-8.
- (mit Günter Borowski u. Hans Hielscher): Einführung in die allgemeine Didaktik. Quelle & Meyer, Heidelberg 1974, ISBN 3-494-00807-8 (3. Aufl. 1978).
- (mit Fritz Böhm): Differenzierung in der Grundschule. 5 Jahre Schulversuch Preetz. Kultusministerium des Landes Schleswig-Holstein, Kiel 1974.
- (mit Günter Borowski u. Hans Hielscher): Unterricht. Prinzipien und Modelle. Quelle & Meyer, Heidelberg 1976, ISBN 3-494-00863-9.
- (mit Fritz Böhm): Modellversuch Differenzierung in der Grundschule. Kultusministerium des Landes Schleswig-Holstein, Kiel 1977.
- Toni Jensen. Eine Kieler Bildungspolitikerin 1891–1970. In: Mitteilungen der Gesellschaft für Kieler Stadtgeschichte, Bd. 77 (1993), H. 2, S. 41–108.
- Kieler Lehrerbildung auf dem Weg in die Universität. In: Christiana Albertina, N.F., Bd. 40 (1995), S. 29–41.
- (mit Annegret Bruhn): Wege zur Schule von heute. Schulalltag und Schulreform in Schleswig-Holstein um 1800. Wachholtz, Neumünster 1999, ISBN 3-529-02824-X.
- (mit Karl Knoop): Einführung in die Geschichte der Pädagogik. Pädagogen-Porträts aus vier Jahrhunderten. 4. Aufl. Quelle & Meyer, Wiebelsheim 1999, ISBN 3-494-02253-4.